# Liste der Bodendenkmale in der Samtgemeinde Neuenhaus
In der Liste der Bodendenkmale in der Samtgemeinde Neuenhaus sind die Bodendenkmale der niedersächsischen Samtgemeinde Neuenhaus aufgeführt. Die Quelle ist der Denkmalatlas Niedersachsen.
- Bitte beachten Sie, dass diese Liste keinen Anspruch auf Vollständigkeit erhebt.
- Die Angaben ersetzen nicht die rechtsverbindliche Auskunft der zuständigen Denkmalschutzbehörde.
- Es sind nur Daten aus dem Denkmalatlas verarbeitet.
- Der Stand der Liste ist der 26. März 2025.

Samtgemeinde Neuenhaus im Landkreis Grafschaft Bentheim

## Allgemein
In den Spalten finden sich folgende Informationen des Bodendenkmales:
| Lage         | geographische Koordinaten                                                           |
| Bezeichnung  | Bezeichnung lt. Denkmalatlas                                                        |
| Beschreibung | Beschreibung lt. Denkmalatlas                                                       |
| ID           | Objekt-ID                                                                           |
| Bild         | Bild, ggf. zusätzlich mit Link zu weiteren Fotos im Medienarchiv Wikimedia Commons. |

## Lage
| Lage                        | Bezeichnung             | Beschreibung | ID       | Bild           |
| --------------------------- | ----------------------- | --- | -------- | -------------- |
| 52° 27′ 12″ N, 6° 56′ 45″ O | Lage 1, Grabhügel       | Durchmesser ca. 14 m und Höhe ca. 0,7 m. Nahezu rund. Flach gewölbt mit seichten Hangflächen und breiter, abgeflachter, leicht welliger Kuppe. | 28962125 | BW             |
| 52° 27′ 12″ N, 6° 56′ 48″ O | Lage 2, Grabhügel       | Größe ca. 20 × 18 m und Höhe ca. 0,8 m. Oval. Verhältnismäßig flach gewölbt mit abgeflachter Kuppe. Hangflächen im Westen und Süden gut ausgeprägt und relativ steil, im Norden sehr flach. Im Osten recht seicht, leicht gestört durch längliche Vertiefungen (Wagen- oder Wegespuren?). | 28962128 | BW             |
| 52° 27′ 31″ N, 6° 56′ 46″ O | Lage 3, Grabhügel       | Durchmesser ca. 16 m und Höhe ca. 1,2 m. Nahezu rund. Hangfläche nach Südosten flach, sonst verhältnismäßig steile; Kuppe abgeflacht, abgesetzter Fußbereich. Hangflächen nach Osten leicht gestört. | 28962130 | BW             |
| 52° 27′ 32″ N, 6° 56′ 44″ O | Lage 4, Grabhügel       | Durchmesser ca. 16 m und Höhe ca. 1,3 m. Leicht oval. Recht steil gewölbt, Kuppe abgeflacht; abgesetzter Fußbereich. | 28962131 | BW             |
| 52° 27′ 26″ N, 6° 56′ 44″ O | Lage 5, Grabhügel       | Durchmesser ca. 16 m und Höhe ca. 0,9 m. Fast rund. An Nordseite steile Hangfläche, sonst flach gewölbt; ebenmäßige Kuppe. Abgesetzter Hügelfuß; grenzt an der Nordseite an eine grabenartige Rinne. | 28962135 | BW             |
| 52° 27′ 27″ N, 6° 56′ 42″ O | Lage 6, Grabhügel       | Durchmesser ca. 25 m und Höhe ca. 1,3 m. Fast rund. Nach Westen steile Hangfläche, sonst flach gewölbt mit abgeflachter Kuppe. Abgesetzter, unregelmäßiger Fußbereich. Zahlreiche Auskuhlungen mit Tiergängen. | 28962136 | BW             |
| 52° 27′ 28″ N, 6° 56′ 42″ O | Lage 7, Grabhügel       | Durchmesser ca. 14 m und Höhe ca.0,9 m. Fast rund. Flache Hangflächen und ebenmäßig gewölbte Kuppe; abgesetzter Fußbereich. | 28962134 | BW             |
| 52° 28′ 13″ N, 6° 57′ 48″ O | Lage 9, Haus Lage       | Die Ruine des Kastells liegt inmitten eines rechteckigen Areals von ca. 150 × 120 m, das im Westen von der Alten Dinkel und an den anderen Seiten von einem daraus gespeisten Graben begrenzt wird. Reste der Backsteinmauern auf einer Fläche mit ca. 30 m Seitenlänge. In der noch annähernd 12 m hoch erhaltenen Westseite sind drei Schießscharten für Geschütze samt Kammern zu erkennen. Weitere drei Scharten befanden sich in der Ostseite, die ebenso wie die Südseite stark zerstört ist. Ein Zugangstor im Norden. Östlich davon eine Kasematte mit Schießscharten erhalten, westlich dürfte eine weitere gelegen haben, in die ein jüngerer Backofen eingebaut worden ist. In der Mitte der Ruine steht ein im EG viereckiger, darüber achteckiger Turm, der teilweise restauriert ist. | 28962137 | Weitere Bilder |
| 52° 28′ 18″ N, 6° 58′ 26″ O | Lage 10, Niederungsburg | Erhöhung im Niederungsgebiet der Dinkel. Plateauförmige Kuppe mit steilen Hangflächen, H. bis 1,4 m; länglich-oval, im Süden zungenförmig verschmälert, L. 73 m, Br. 42 m. Das Plateau ist schwach gewölbt und fällt etwas nach Osten hin ab. Im nördlichen Teil ist eine leichte Erhöhung zu erkennen. Wallreste im Norden und Westen vor dem Hügel sowie ein möglicher Grabenabschnitt im Osten sind neu eingeebnet worden. Historischen Quellen, die sich auf diese Motte beziehen lassen, sind nicht bekannt. Sie dürfte der Sitz von Ministerialen gewesen sein, die in Verbindung mit der nahe gelegenen Utrechter Landesburg Lage standen. Später war sie Standort eines Meierhofs. | 28962139 | BW             |

## Neuenhaus
| Lage                        | Bezeichnung            | Beschreibung | ID       | Bild |
| --------------------------- | ---------------------- | --- | -------- | ---- |
| 52° 29′ 4″ N, 6° 55′ 41″ O  | Neuenhaus 9, Grabhügel | Durchmesser ca. 17 m und Höhe ca. 1,2 m. Rund. Flach gewölbt, abgesetzter Rand und ausgeprägter Gipfelmulde. | 28962147 | BW   |
| 52° 29′ 41″ N, 6° 59′ 44″ O | Neuenhaus 12, Motte    | Motte mit Gräfte. Mottenhügel fast rund mit steilen, hoch gewölbten Hangflächen und abgeflachter Kuppe; Dm. ca. 25 × 30 m., H. 4,5 m gemessen von der Grabensohle. An der Nord-Seite eine alte Abtragung. Ringgraben mit einem Durchbruch zu einem Altarm der Vechte im Nordosten; äußerer Dm. um 70 m. Grabungen 1880/81 und 1951 lieferten Hinweise auf einen Steinbau und Palisaden. Diese Untersuchungen und spätere Begehungen erbrachten Funde des 12.-13. Jhs. | 28962245 | BW   |

### Neuenhaus 1
- ID:28962141
- Gruppe von acht Grabhügeln und einem fraglichen. Vier  im südlichen Bereich perlschnurartig aufgereiht. Hügel überwiegend rund; Dm 7 – 23 m, H 0,2 – 2,15 m; hoch gewölbt. Alle Hügel mit Trichterungen auf der Kuppe; teilweise stark beschädigt. Zwischen den Hügeln mehrere alte Sandentnahmestellen. Im Nordosten ein Wölbäckerfeld.

| Lage                        | Bezeichnung              | Beschreibung | ID       | Bild |
| --------------------------- | ------------------------ | --- | -------- | ---- |
| 52° 29′ 7″ N, 6° 55′ 34″ O  | Neuenhaus 1              | Durchmesser ca. 7 m und Höhe ca. 0,2 m. Rund. Flach gewölbt; auslaufender Rand. Gipfelmulde. | 28962133 | BW   |
| 52° 29′ 6″ N, 6° 55′ 33″ O  | Neuenhaus 2              | Durchmesser ca. 24 m und Höhe ca. 1,9 m. Rund. Hoch gewölbt mit steilen Hangflächen; auslaufende Randbereiche. Abgeflachte Kuppe. Von der Gipfelmitte ca. 4 m nach Süden Stein mit trigonometrischem Punkt (TP). Trichterförmige Gipfelmulde. Im Nordost-Randbereich eine Einkuhlung. | 28962144 | BW   |
| 52° 29′ 6″ N, 6° 55′ 32″ O  | Neuenhaus 3              | Durchmesser ca. 18 m und Höhe ca. 1,6 m. Rund. Hoch gewölbt mit abgesetztem Fuß, abgeflachter Kuppe und flacher Gipfelmulde. Randbereich im Nordosten durch zwei flache Einkuhlungen gestört. Hügelfuß im Westen teilweise überpflügt.                                                | 28962146 | BW   |
| 52° 29′ 4″ N, 6° 55′ 34″ O  | Neuenhaus 4              | Durchmesser ca. 17 m und Höhe ca. 1,2 m. Unregelmäßig oval, abgesetzter Fuß; abgeflachte Kuppe, Gipfelmulde und mehrere flache Vertiefungen. | 28962142 | BW   |
| 52° 29′ 3″ N, 6° 55′ 35″ O  | Neuenhaus 5              | Durchmesser ca. 19 m und Höhe ca. 2,1 m. Rund. Hochgewölbt; Fuß abgesetzt; abgeflachte Kuppe, Gipfelmulde. | 28962143 | BW   |
| 52° 29′ 0″ N, 6° 55′ 34″ O  | Neuenhaus 7              | Durchmesser ca. 20 m und Höhe ca. 2,15 m. Rund. Hochgewölbt; Fuß abgesetzt. Eingesenkte Kuppe; von der Hügelmitte bzw. Gipfelmulde rinnenartige Einkuhlung nach Norden. | 28962242 | BW   |
| 52° 28′ 59″ N, 6° 55′ 34″ O | Neuenhaus 8              | Durchmesser ca. 19 m und Höhe ca. 1,6 m. Rund. Hochgewölbt; Fuß abgesetzt und flache Gipfelmulde. | 28962243 | BW   |
| 52° 29′ 5″ N, 6° 55′ 37″ O  | Neuenhaus 11, Wegespuren | Bündel aus fünf Hohlwegen, die so angelegt wurden, dass sie nördlich und südlich um den Grabhügel herumführen. An den Nordost- und Südwest-Randbereichen durch alte Sandentnahmestellen gestört.                                                                                      | 28962244 | BW   |